# 河原町 (川口市)
河原町（かわはらちょう、かわらちょう）は埼玉県川口市の町名。現行行政地名は河原町のみ。丁番を持たない単独町名である。住居表示実施地区。郵便番号は332-0007。面積は51.3ヘクタール。2015年時点の国勢調査で人口は0人である。

## 地理
川口市南部の荒川が作り出した沖積平野（荒川低地）に位置する。同市の最南端に位置する町であり、東京都北区と同足立区との境界を接している。地区の東部で東京都足立区鹿浜（二丁目）および同新田（一丁目）、南部で東京都北区志茂（三丁目〜五丁目）と隣接する。また、地区の西部で舟戸町、北部で元郷（二丁目・三丁目）、領家（五丁目）と隣接する。町域が荒川の低水路（河道）を超えて右岸側（東京都側）に張り出しているが、河川改修前の荒川は現在より南に蛇行していてそれに沿って境界が設定されていた名残である。
河原町の文字通り、地区全域が完全に荒川左岸の河川区域内（堤外地）に位置され、市街化調整区域となっていて住居は無く、人口は0人である。地内は主に公園やレクリエーション施設として土地利用されているが、堤外地であるため増水時は冠水する。
付近の荒川堤防では関東地方整備局によって、堤防の高規格化事業が実施されている。

### 河川
- 荒川
- 隅田川
- 芝川

## 歴史
もとは現在の元郷の前身となる元郷町一丁目〜三丁目（1937年に成立）、古くは大字元郷および大字領家の各一部に当たる場所であった。
- 1969年（昭和44年）11月1日 - 住居表示の実施に伴ない[4]、元郷町二丁目・三丁目の各一部より河原町が成立[12]。

## 小・中学校の学区
河原町には、学区（校区）は設定されていない。

## 交通
地内に鉄道は敷設されていない。

### バス
地内に河川管理用道路以外の公道は無く、バス路線は存在しないが、地区北側の本町一丁目に設置されている国際興業バスの「荒川大橋」停留所や元郷三丁目に設置されている同「仙元橋」停留所、東武バスセントラルの「鹿浜都市農業公園」停留所などが最寄の停留所となる。

## 周辺施設
上述の通り地内は全域が河川区域であり、市営の河原町フットサル場（東スポーツセンターが管理）や民営のゴルフ場などのレクリエーション施設があり、そのほか左岸堤防や芝川水門などの河川工作物や道路用地を除き、目立った施設は一切存在しない。以下は河原町の近傍（境界線より約100メートルの範囲内）にある施設を記す。
- 足立区立都市農業公園（足立区鹿浜）
- 新芝川排水機場（領家）
- 芝川排水機場（本町）
- 元郷排水ポンプ場（元郷）